# 長浜仏壇

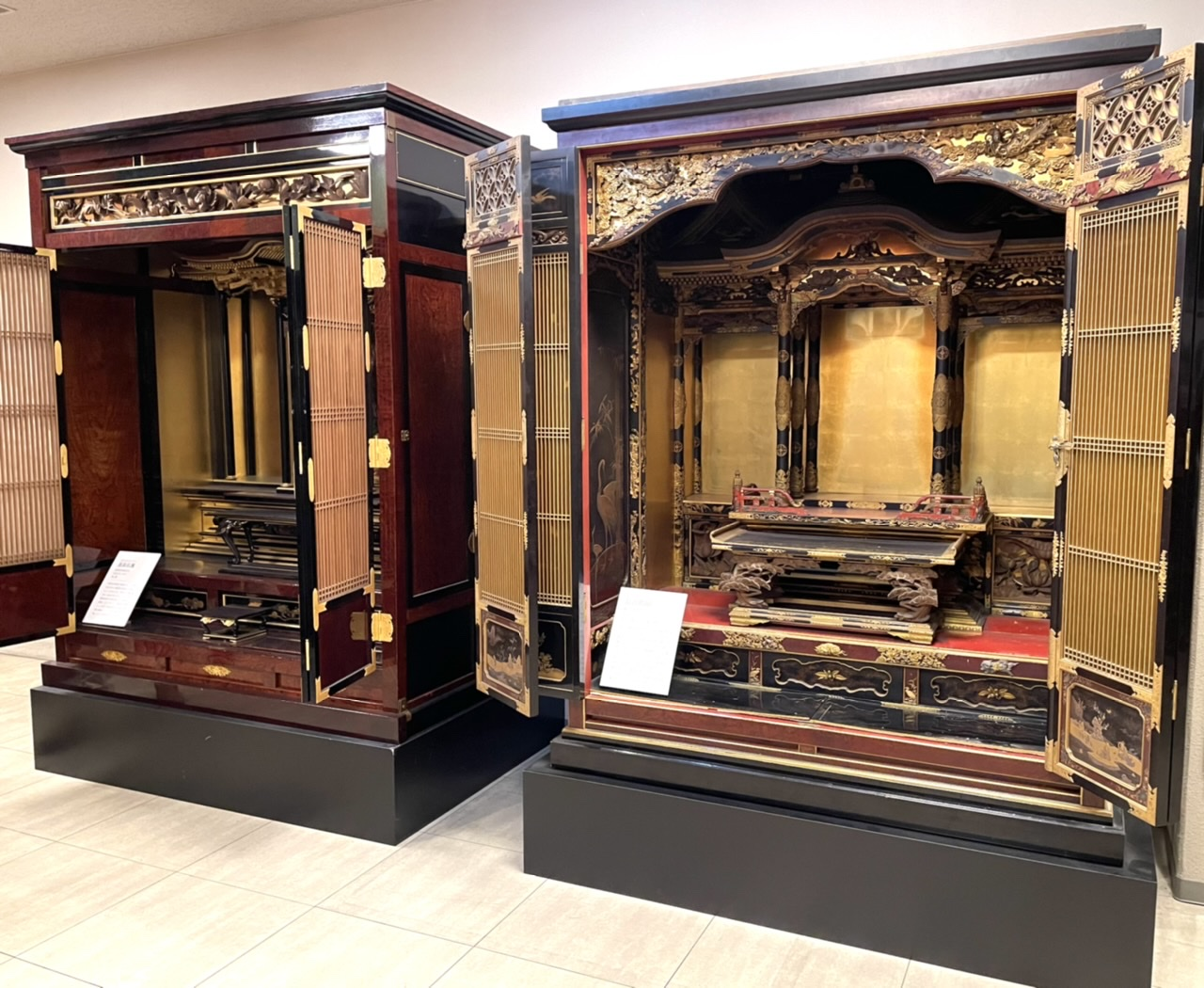
長浜仏壇（長浜市曳山博物館）

長浜仏壇（ながはまぶつだん）は、滋賀県長浜市およびその周辺で製造される仏壇の総称。浜仏壇（はまぶつだん）または浜壇（はまだん）とも呼ばれている。
長浜伊部町に住した藤岡和泉が創始し製造を続けたと考えられている。

## 歴史
室町時代に当時日本の工芸の中心であった京都の町に仏師たちが集住する地域「八仏所」が形成された。これらの職人の一部が仏教信奉の篤い地域に移住して仏壇制作を行い、各地域で特徴のある仏壇制作を発展させていった。当時の長浜は長浜御坊を中心に浄土真宗への信仰の篤い地域であった。長浜仏壇の明確な起源は不明だが、現存する最古の仏壇は長浜市曳山博物館が保管展示しているものであり、その屋根裏にある墨書から1680年（延宝8年）の作とわかり藤岡甚兵衛（重光）の作であることがわかる。したがって17世紀半ばには長浜仏壇が成立していたものと考えられている。
藤岡和泉家は長浜曳山祭の曳山のほとんどに関わっていたとみられ、坂田郡宮川村（現在の長浜市宮司町）や伊香郡雨森村（現在の長浜市高槻町雨森）にあった曳山高砂山や長浜周辺の山車、美濃国不破郡垂井町（現在の岐阜県不破郡垂井町）の曳やまなど幅広く山車を製作していた。

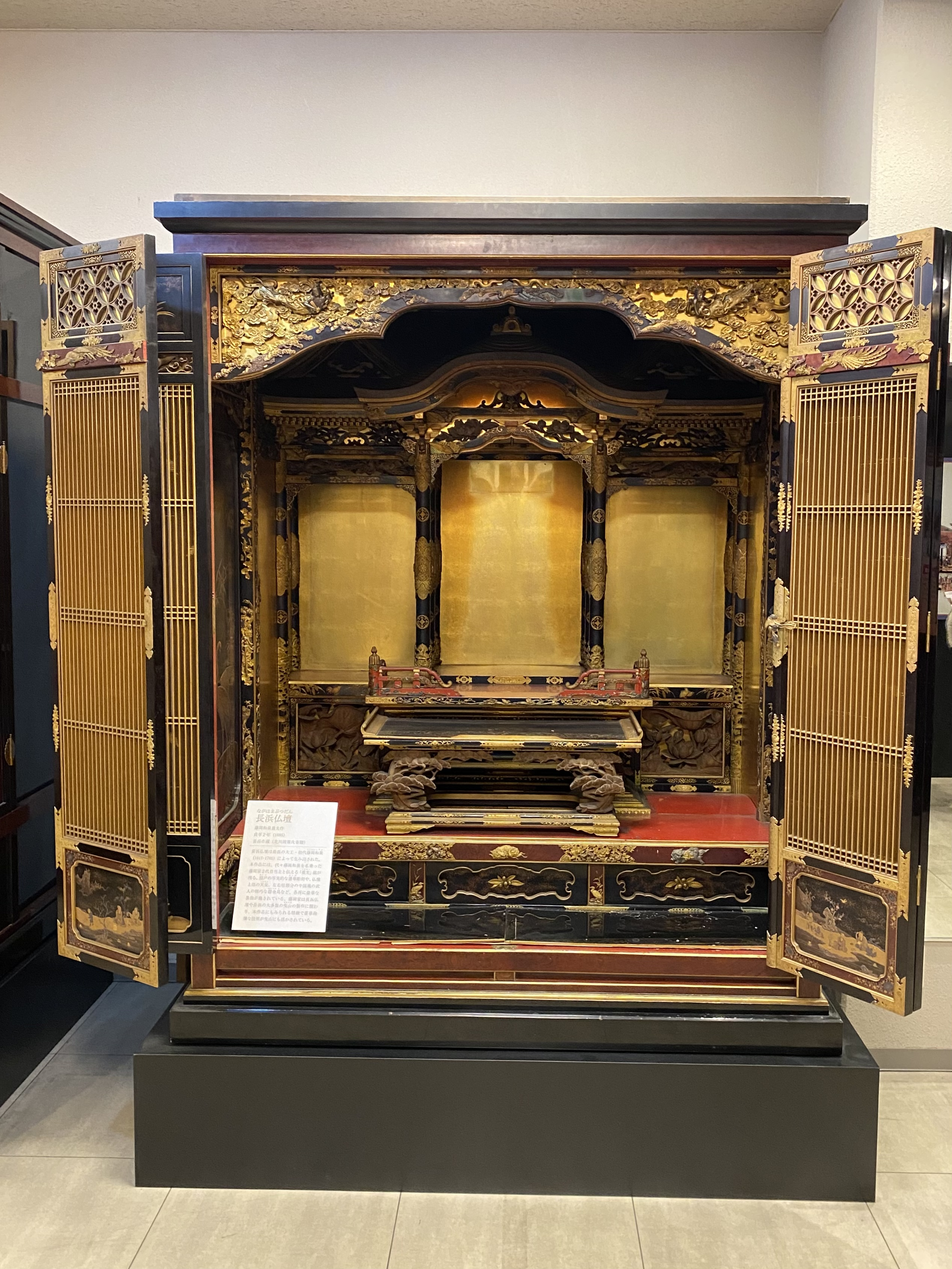
現存する最古の長浜仏壇（長浜市曳山博物館）
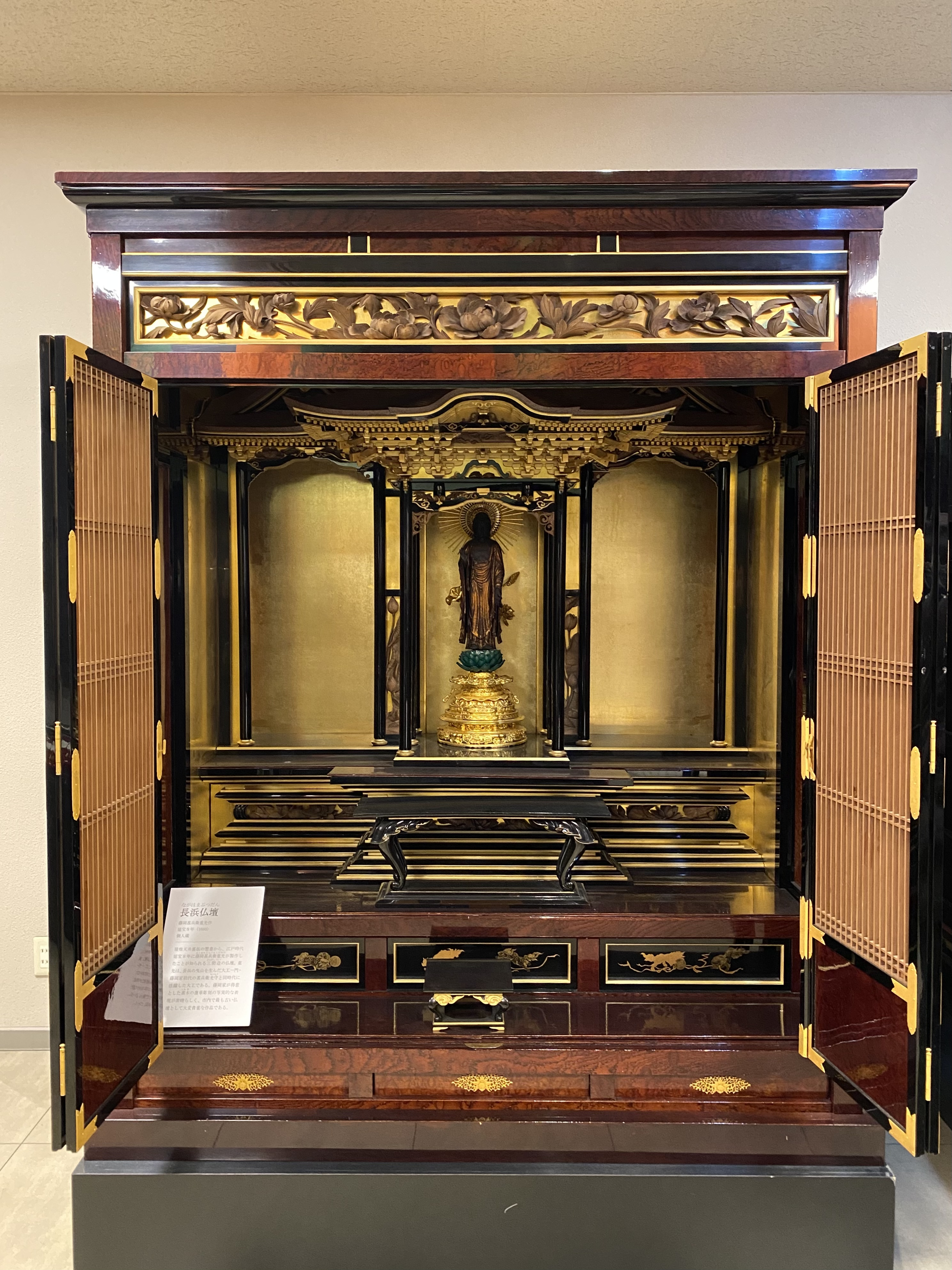
長浜仏壇（長浜市曳山博物館）

## 長浜仏壇の特徴
長浜仏壇は高さが一間（約1.9 m）あり飾りや細工が多彩な技術により作られ、総合芸術とも言われている。
長浜仏壇の特色として次の二つが特色として挙げられている。
1. 木材を十分に乾燥し、接着剤や釘を使用せず組み上げる構架組立方式により製作する。
2. 彫刻は丸彫で行い、欅や檜を白木のまま使用する

「接着剤や釘を使用しない」構架組み立て方式とは完成後も解体と再組み立てが可能で、痛みの激しい部分を外して修理または交換して長く使用できる。

### 彦根仏壇との比較
長浜市のすぐ近くにある彦根市では全国的にも有名な彦根仏壇が造られている。長浜仏壇を彦根仏壇と比較すると、彦根仏壇の方が生産量が多く安価である点が挙げられる。長浜仏壇の製造工程は・木地づくり・宮殿づくり・彫刻・錺金具づくり（かざりかなぐづくり）・塗装・蒔絵・箔押しの7工程があり、彫刻は米原町上丹生へ依頼するが残りの6工程を長浜市内の木地師・錺師・塗師・蒔絵師の4職の職人が分業しており、家庭経営による仏壇店の主人が職人として仕事をしている。これに対し彦根仏壇は7職に分かれて分業化が進んでおり、仏壇製造は株式会社化している場合が多い。